# Йохан Георг IV (Саксония)
Йохан Георг IV Саксонски (на немски: Johann Georg IV, * 18 октомври 1668 в Дрезден, † 27 април 1694 в Дрезден) е княз от фамилията Ветини (албертинската линия). От 1691 г. той е курфюрст на Саксония.
Той е големият син на саксонския курфюрст Йохан Георг III (1647 – 1691) и Анна София Датска (1647 – 1717), най-възрастната дъщеря на краля на Дания Фредерик III (1609 – 1670) и София Амалия фон Брауншвайг-Каленберг (1628 – 1685).
Той е болнав и умира от едра шарка през 1694 г. на 25 години. Наследен е от по-малкия си брат Август II Силния (1670 – 1733).

## Фамилия
Йохан Георг IV се жени на 17 април 1692 г. в Лайпциг за Елеонора Ердмуте Луиза фон Саксония-Айзенах (1662 – 1696), дъщеря на херцог Йохан Георг I (1634 – 1686) от ернестинските Ветини, вдовицата на Йохан Фридрих (1654 – 1686), маркграф на Бранденбург-Ансбах. Бракът е нещастен и бездетен.
От връзката му с Магдалена Сибила фон Найтшюц (1675 – 1694), дъщеря на генерал-лейтенант Рудолф фон Найтшюц (1627 – 1703), която издига на графиня през 1693 г., той има извънбрачната дъщеря:
- Вилхелмина Мари Фридерика (* 1693, † сл. 1729), графиня фон Рохлиц

∞ 1720 граф Петер фон Дунин († 1736)
- Елеонора Ердмуте Луиза като курфюрстин на Саксония, 1692
- Магдалена Сибила фон Найтшютц, 1693